# Phillip Ramelli
Phillip Ramelli (New Orleans, 18 agosto 1981) è un ex cestista statunitense con cittadinanza italiana.
Alto 209 cm, pesa 107 kg. Giocava come pivot.

## Carriera
Cresce nella Samford University, con cui gioca fino al 2004. Chiamato dalla Climamio Bologna, non scende in campo in Serie A, ma riesce a giocare una gara in Eurolega.
Ceduto a dicembre al Banco di Sardegna Sassari, gioca in Legadue 15 gare. Ritorna in A nel 2005-06, con la maglia della neopromossa Upea Capo d'Orlando. Con la squadra siciliana ha avuto un rendimento discontinuo ma complessivamente positivo. Nel 2006-07 passa alla Zarotti Imola, in Legadue.